# بنیاد رزبری پای
بنیاد رزبری پای یک سازمان خیریه است که در سال ۲۰۰۹ میلادی با هدف ترویج آموزش علوم رایانه در مدارس بنیان‌گذاری شد. این بنیاد همچنین عهده‌دار توسعه رایانه رزبری پای است. این بنیاد تلاش می‌کند تا قدرت ساخت لوازم دیجیتال را به دست همه مردم دنیا برساند تا همه آن‌ها دنیای دیجیتال را درک کنند و در شکل‌دهی آن نقش داشته باشند و همچنین برای فرصت‌های شغلی آینده، در این حوزه آماده باشند. بنیاد رزبری پای منابع آموزشی رایگانی را تولید می‌کند و آن‌ها را در دسترس مردم می‌گذارد تا آن‌ها را با علم کامپیوتر و ابزارهای دیجیتال آشنا کند.